# خليج سانت فنسنت

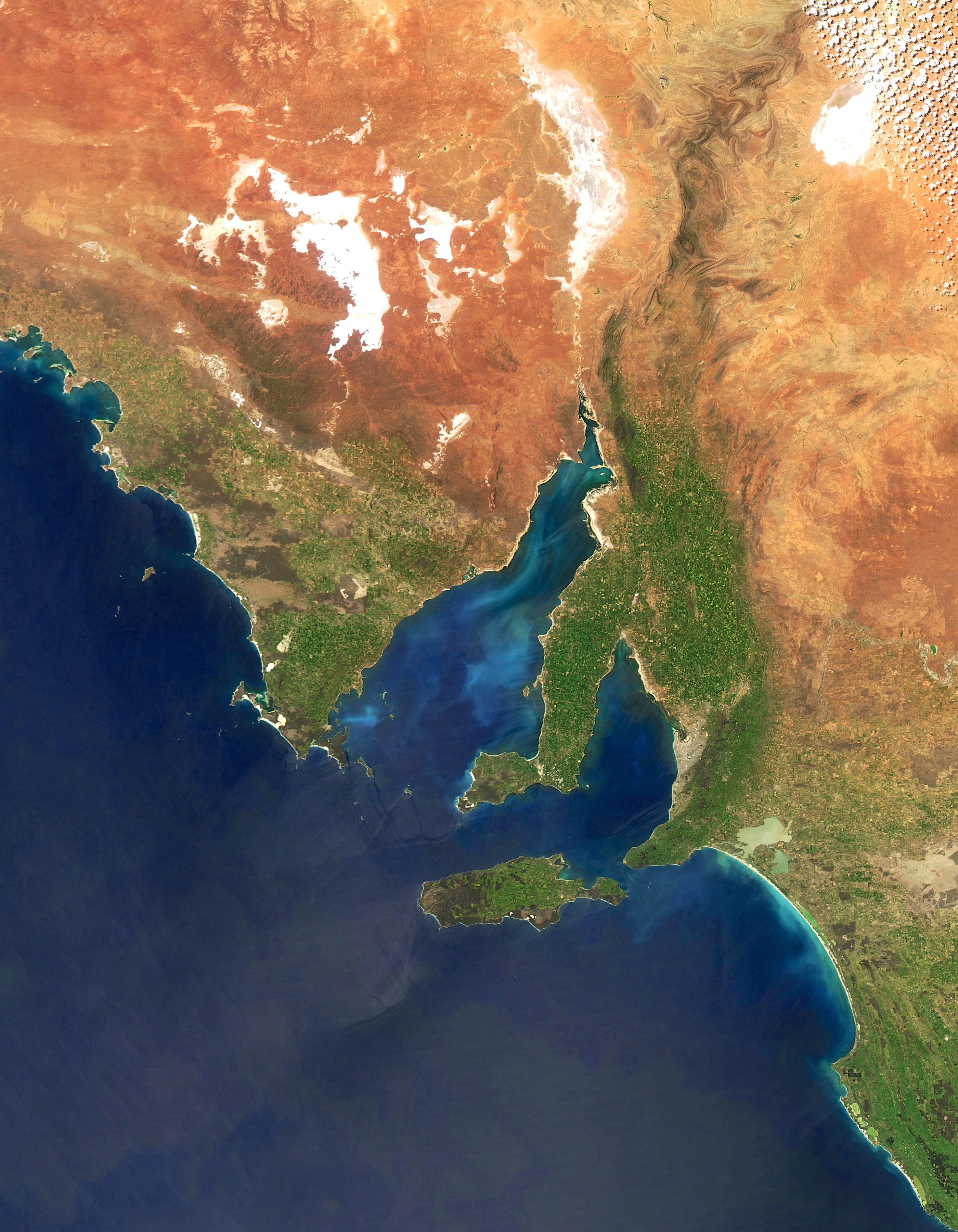
المدخلان لخليج سانت فنسنت

خليج سانت فنسنت هو مدخل كبير من الماء على الساحل الجنوبي لأستراليا، في ولاية جنوب أستراليا. يحدها شبه الجزيرة يورك في غرب البلاد، والبر الرئيسى والجزيرة فلوغيو Fleurieu إلى الشرق منها ومع مدخلها باعتبارها خط من تروبريج Troubridge نقطة على شبه الجزيرة يورك إلى كيب جيرفيس على شبه الجزيرة.
أديليد، عاصمة جنوب أستراليا، وتقع في منتصف الطريق على طول الساحل الشرقي للخليج. مدن أخرى تقع على الخليج، من الغرب إلى الشرق وتشمل اديثبورا Edithburgh، ميناء فنسنت، أردروسان وميناء ويكفيلد ونورمانفيل. و سمي ب«خليج سانت فنسنت» من قبل ماثيو فلندرز يوم 30 مارس 1802، تكريما لالاميرال جون جيرفيس (1 إيرل سانت فنسنت).
وقبل ذلك كان معروفا بخليج جوزفين.
ميناء ستانفاك لتحلية المياه ، عام 2010 كانت قيد الإنشاء على شاطئ الخليج سانت فينسنت في لونسديل، جنوب أستراليا، لتزويد منطقة العاصمة أديليد بالمياه المحلاة من الخليج.

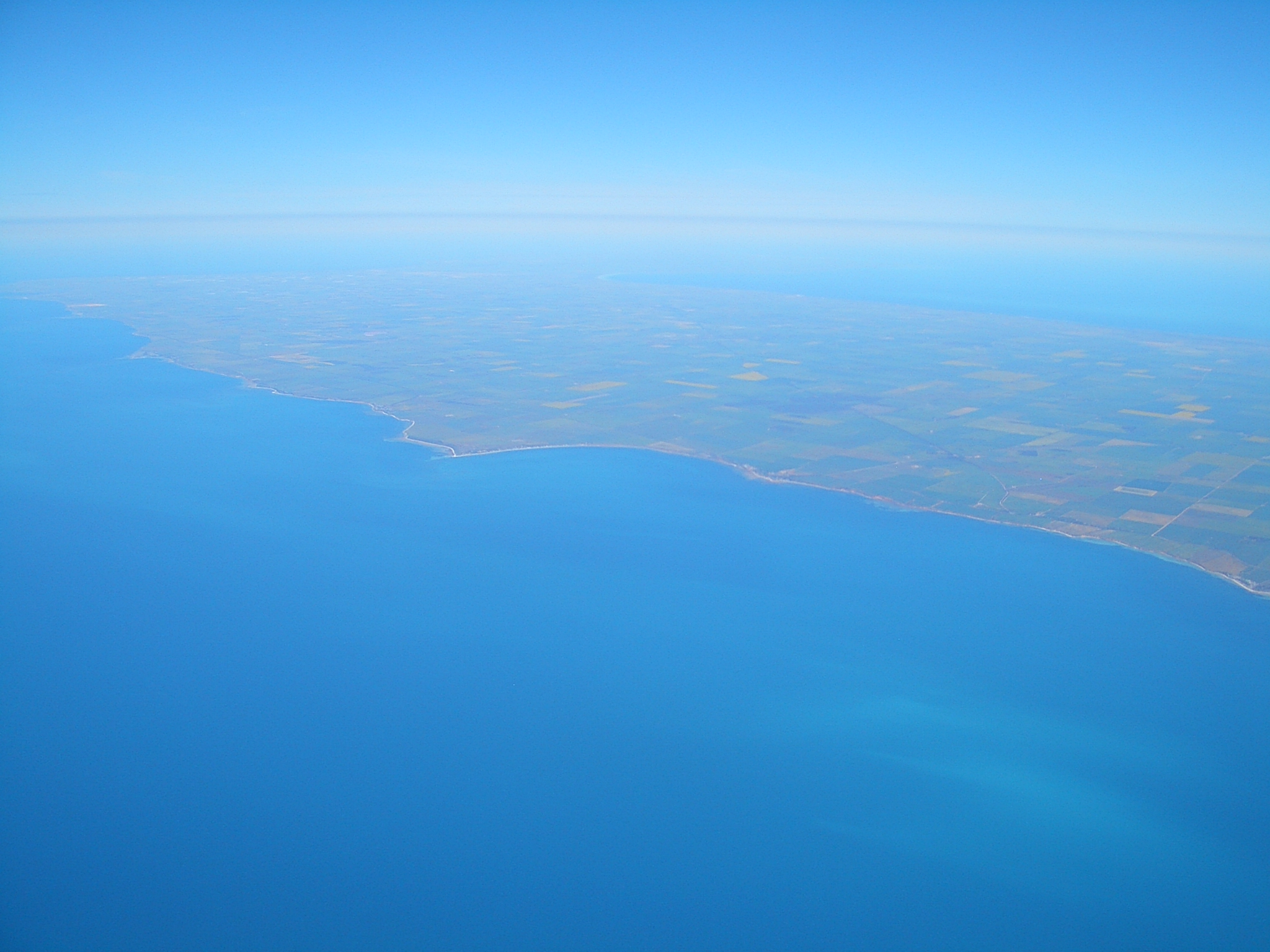
خليج سانت فنسنت و شبه جزيرة يورك

## Gallery

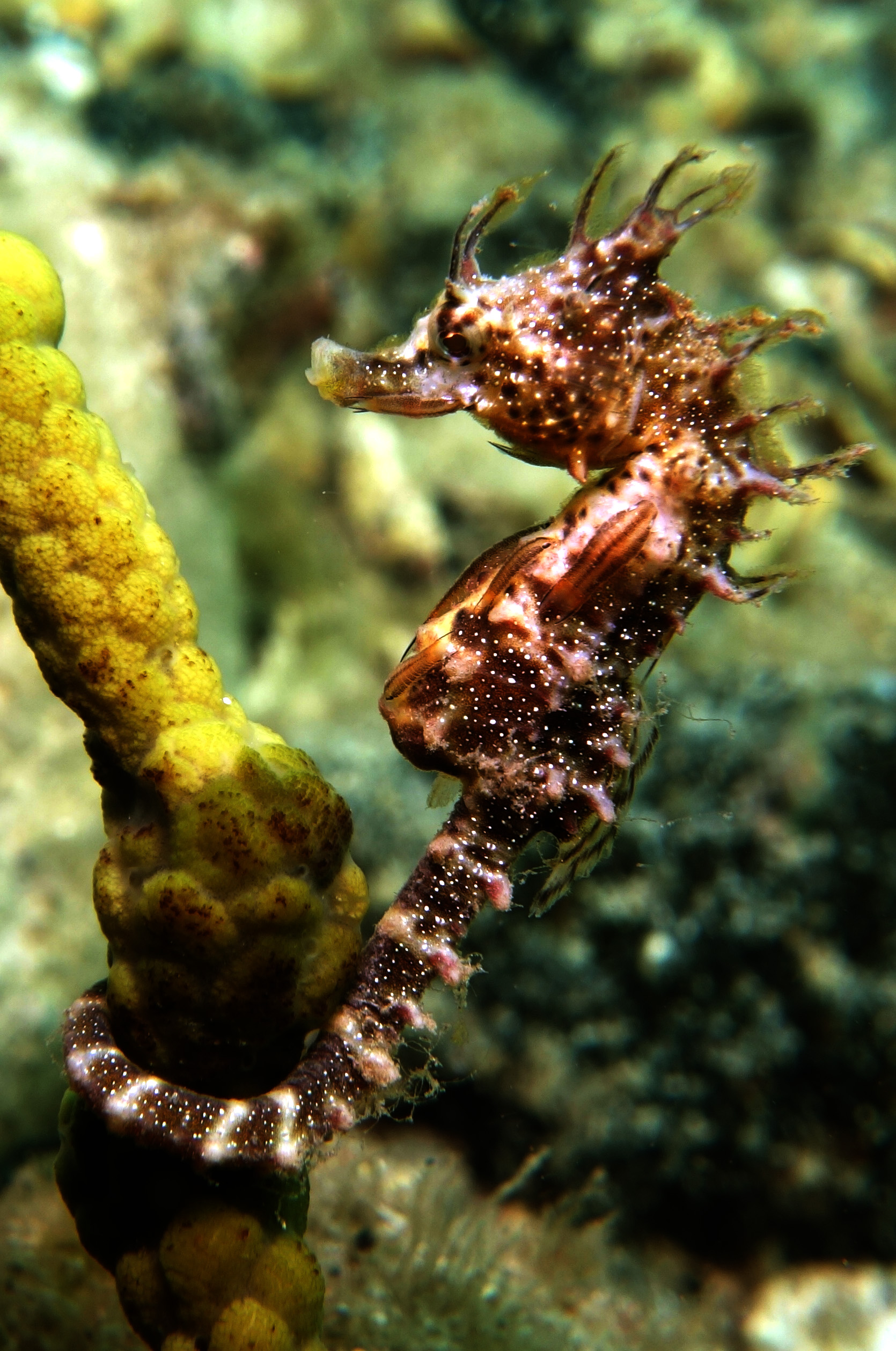
Seahorse beneath Edithburgh Jetty
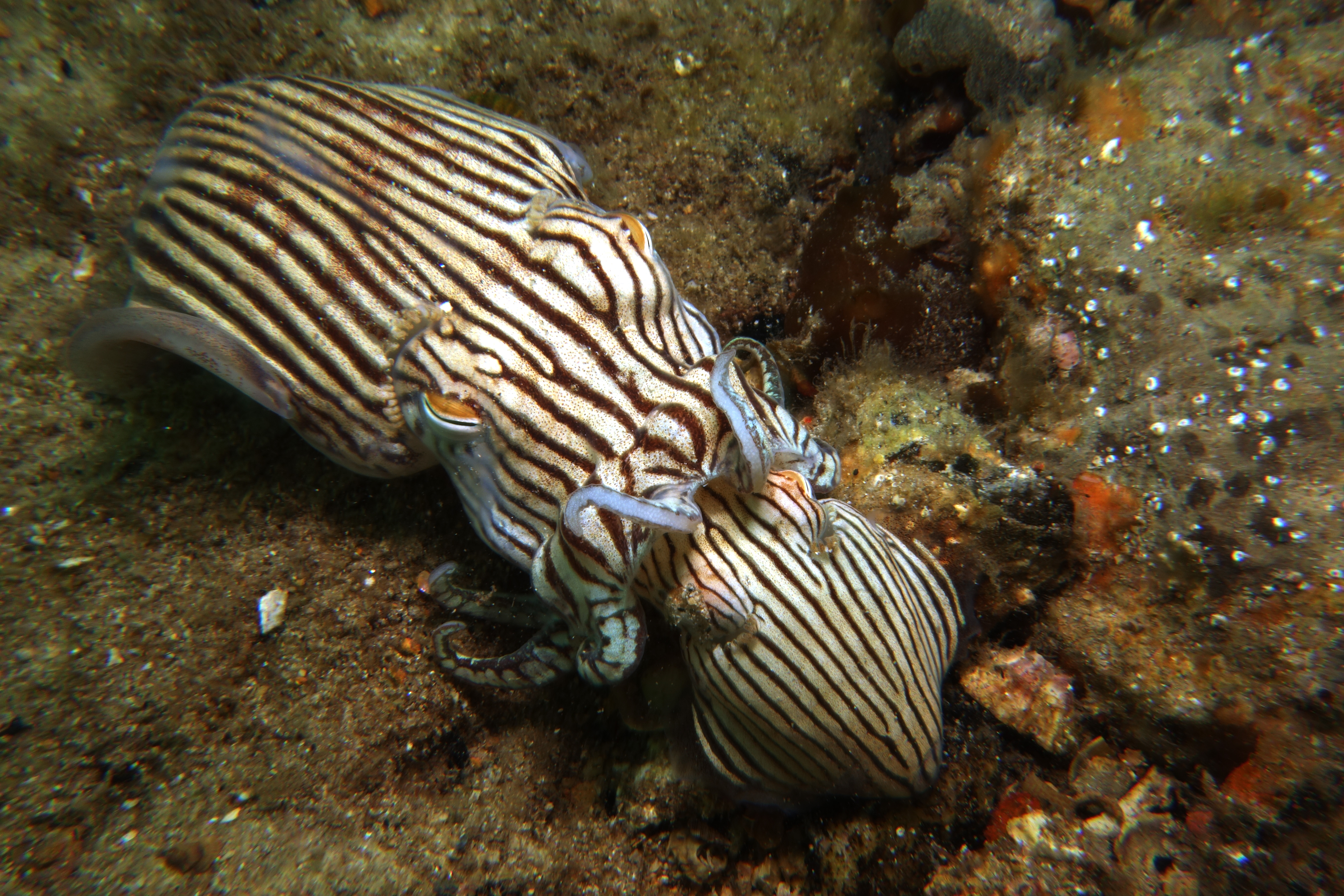
Striped Pyjama squid mating under Edithburgh jetty
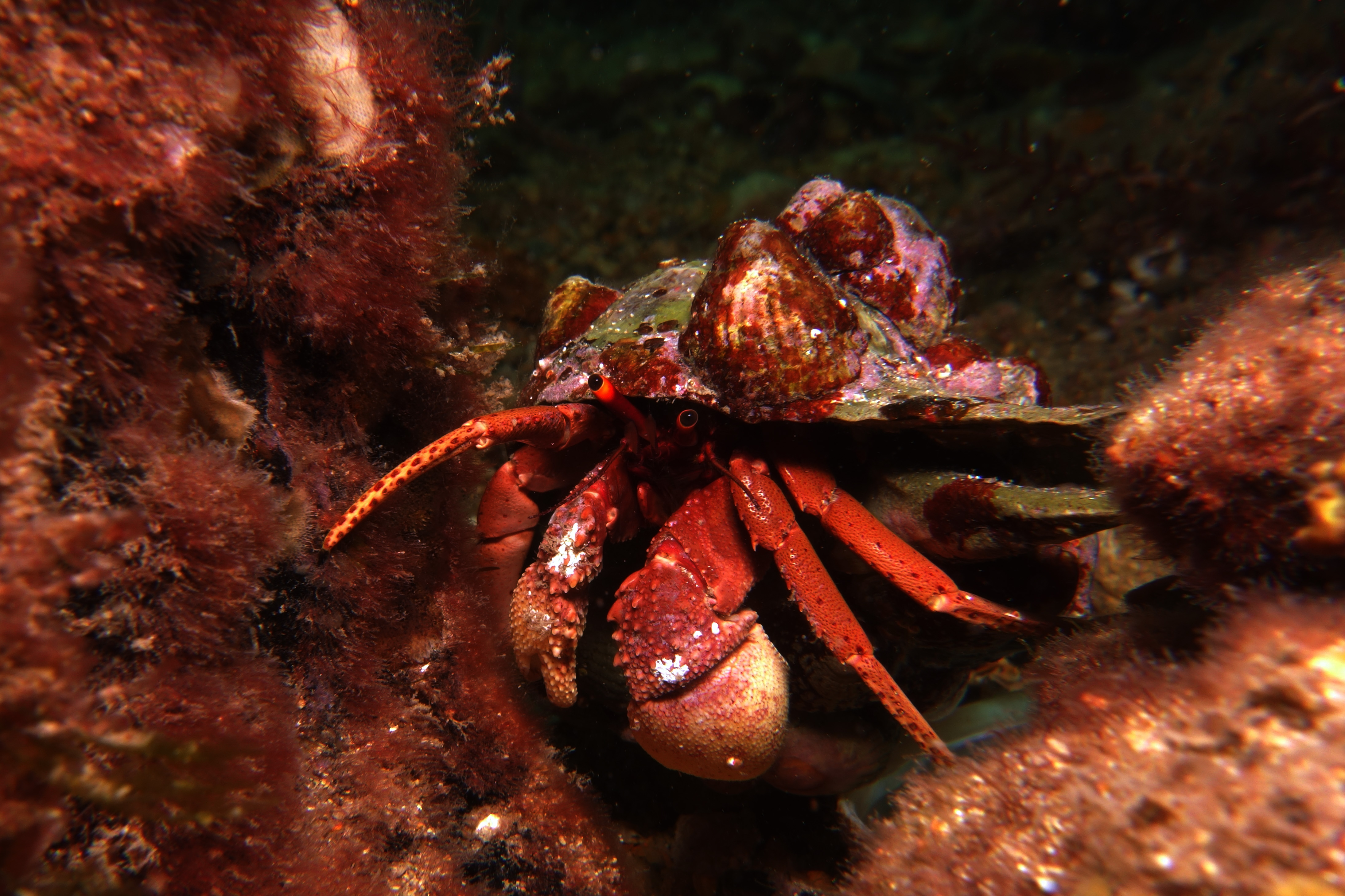
Hermit crab beneath Edithburgh jetty
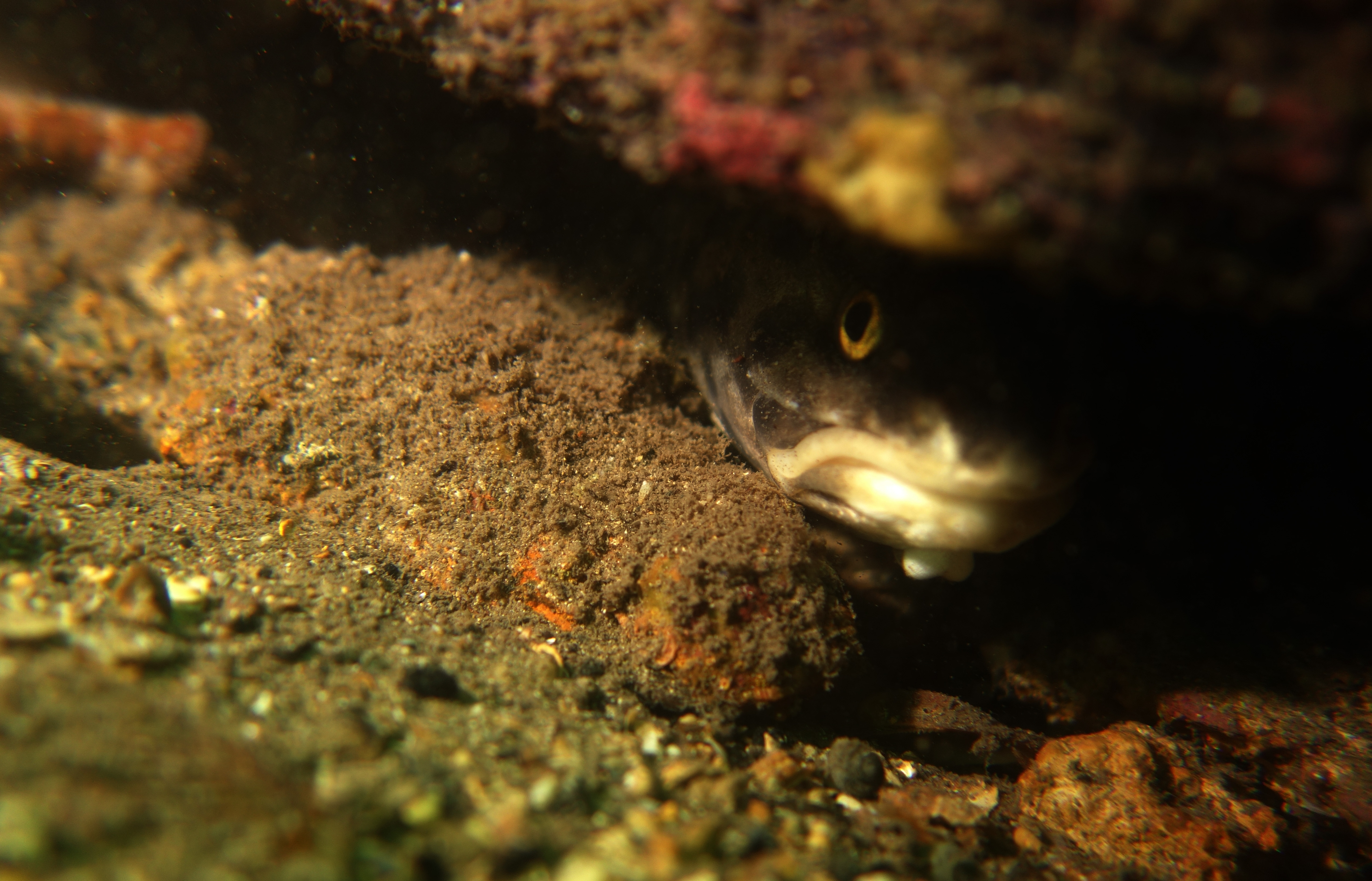
Rock ling beneath Edithburgh jetty

| المحيطات الخمسة |         |         |        |        |
| الشمالي         | الأطلسي | الجنوبي | الهندي | الهادئ |